# Volkov
Volkov ali Volkova [vólkov/vólkova] ima več pomenov.

## Osebnosti
Priimek več osebnosti (rusko Во́лков/Во́лкова). Priimek izhaja iz moškega osebnega imena Volk (Волк).

### Volkov
- Aleksander Aleksandrovič Volkov, ruski kozmonavt.
- Aleksander Aleksandrovič Volkov, ruski politik.
- Aleksander Vladimirovič Volkov (*1967), ruski tenisač.
- Andrej Sergejevič Volkov, sovjetski general.
- Fjodor Andrejevič Volkov, sovjetski general.
- Fjodor Dimitrijevič Volkov, ruski zgodovinar.
- Fjodor Grigorjevič Volkov (1729—1763), ruski igralec in gledališki delavec.
- Fjodor Ivanovič Volkov (1754—1803), ruski arhitekt.
- Fjodor Kondratjevič Volkov (1847—1918), ruski antropolog in etnograf.
- Jurij Volkov (1937−2016) - ruski hokejist in sovjetski reprezentant.
- Leonid Ivanovič Volkov (*1934) - ruski hokejist in sovjetski reprezentant.
- Roman Maksimovič Volkov (1773—1831), ruski slikar.
- Vladislav Nikolajevič Volkov (1935—1971), ruski kozmonavt in dvojni heroj Sovjetske zveze.

### Volkova
- Vera Volkova (1905—1975), ruska baletna plesalka in učiteljica baleta.